# Bradenham (Buckinghamshire)
Bradenham è un villaggio e parrocchia civile dell'Inghilterra, appartenente alla contea del Buckinghamshire.